# Медведеве (Євпаторійський район)
Медве́деве (до 1948 року — Табулди́-Ас, крим. Tabuldı As) — село Євпаторійського району Автономної Республіки Крим. Розташоване на півдні району.